# Tomie Nishimura
Tomie Nishimura (jap. 西村 登美江, Nishimura Tomie, verheiratete Tomie Sawada (沢田 登美江, Sawada Tomie); * ca. 1933) ist eine japanische Tischtennisspielerin. Sie wurde 1952 Weltmeister im Doppel und im Mannschaftswettbewerb.

## Werdegang
Tomie Nishimura gewann 1951 die Japanische Meisterschaft im Einzel, 1950 und 1951 im Doppel mit Reiko Ishihara sowie 1952 im Mixed mit Toshihiko Honjō. Sie nahm an den Weltmeisterschaften 1952, 1955 und 1956 teil. Ihren größten Erfolg erzielte sie bei der WM 1952 in Bombay, als sie im Doppel mit Shizuka Narahara Weltmeister wurde. Dabei besiegten sie im Endspiel die Engländerinnen Diane Rowe/Rosalind Rowe. Zudem gewann Shizuka Narahara mit der japanischen Mannschaft eine weitere Goldmedaille.
Bei den Asienmeisterschaften siegte sie 1953 im Doppel mit Reiko Ishihara sowie im Mannschaftswettbewerb, im Mixed mit Tadaki Hayashi erreichte sie das Endspiel. In der ITTF-Weltrangliste wurde sie im Oktober 1952 auf Platz fünf geführt.

## Privat
Tomie Nishimura unterstützte bereits in der Jugend ihre kranke Mutter und ihren Bruder, einen Schulabschluss konnten ihr die Eltern nicht ermöglichen.

## Turnierergebnisse
| Verband | Veranstaltung           | Jahr | Ort    | Land | Einzel        | Doppel | Mixed     | Team |
| ------- | ----------------------- | ---- | ------ | ---- | ------------- | ------ | --------- | ---- |
| JPN     | Asienmeisterschaft TTFA | 1953 | Tokio  | JPN  | Viertelfinale | Gold   | Silber    | 1    |
| JPN     | Weltmeisterschaft       | 1952 | Bombay | IND  | Viertelfinale | Gold   | letzte 32 | 1    |